# Stefan Witkowski (urbanista)

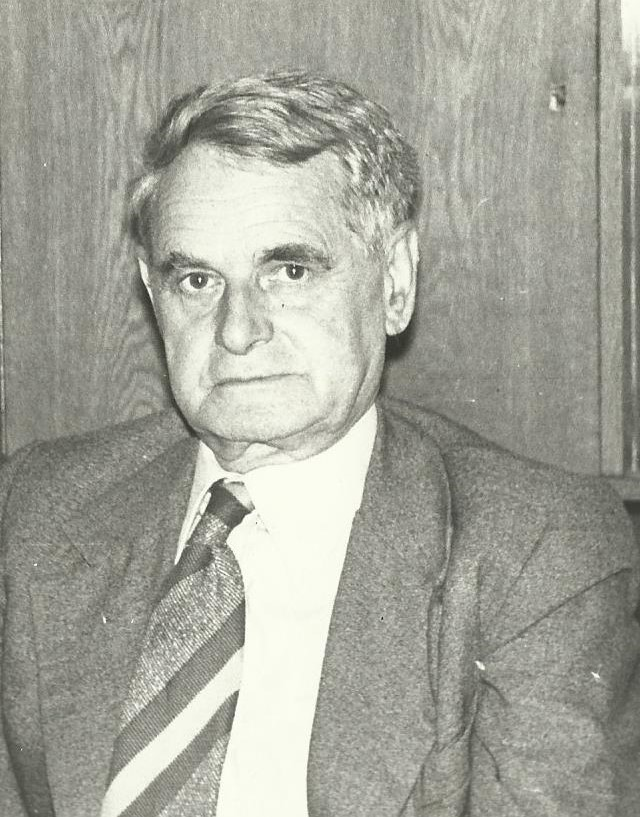
Stefan Witkowski w swoim gabinecie

Stefan Witkowski (ur. 14 maja 1912 w Drzewicy, zm. 30 maja 1981 w Radomiu) – polski urbanista, nauczyciel akademicki, założyciel Radomskiego Towarzystwa Naukowego, działacz społeczny i kulturalny.

## Wczesne lata
Stefan Witkowski urodził się w Drzewicy w maju 1912 roku jako syn lgnacego Witkowskiego i Antoniny ze Skalskich Witkowskiej. lgnacy Witkowski był w tym czasie majstrem w narzędziowni Gerlacha, przedtem pracował w licznych fabrykach metalurgicznych w zaborze rosyjskim. Stefan urodził się jako najmłodszy z sześciorga rodzeństwa i wraz z siostrą Marią pozostawał z rodzicami w Drzewicy, podczas kiedy starsze rodzeństwo rozproszyło się po świecie. Po śmierci ojca i ukończeniu szkoły powszechnej w Drzewicy Stefan wraz z matką i siostrą przeniósł się do Radomia, gdzie w Zakładach Metalowych pracował jego starszy brat Walery.

## Działalność zawodowa
W 1932 roku Stefan Witkowski ukończył Liceum Ogólnokształcące im. T. Chałubińskiego w Radomiu. W 1937 roku uzyskał stopień magistra nauk ekonomicznych na Wydziale Samorządowym w Szkole Głównej Handlowej w Warszawie. Studia wyższe łączył z pracą zawodową, początkowo w Zarządzie Gminnym w Grabowcu w powiecie hrubieszowskim, a następnie w Powiatowym Związku Komunalnym w Hrubieszowie. Po ukończeniu studiów podjął pracę w Biurze Planu Regionalnego Zabudowania Wołynia w Łucku, w czerwcu zaś 1939 roku przeniósł się do Biura Regionalnego Planu Zabudowania Okręgu Sandomierskiego. W latach 1936–1939 był współpracownikiem lokalnych pism: „Wiadomości Hrubieszowskich”, „Wołyńskich Wiadomości Technicznych” oraz „Ziemi Wołyńskiej”. W czasie okupacji niemieckiej założył w Radomiu przedsiębiorstwo handlu materiałami budowlanymi, które prowadził do pierwszych miesięcy po jej zakończeniu. Dawał w nim zatrudnienie i dokumenty wielu członkom Armii Krajowej i osobom, które nie mogły liczyć na pracę w Polsce Ludowej. Po wojnie kontynuował pracę w swojej firmie przekształconej w spółdzielnię pracy, a od 1950 roku zatrudnił się jako urbanista w Biurze Projektów Miasta w Kielcach, a w latach 1955–1969 w Miejskiej Pracowni i Urbanistycznej w Radomiu jako główny projektant planu ogólnego Radomia. Pod jego kierunkiem powstało wiele wybitnych planów zagospodarowania przestrzennego miast na Kielecczyźnie. Był m.in. współautorem szczegółowego planu zagospodarowania przestrzennego centrum Radomia, za który otrzymał nagrodę III stopnia Komitetu Budownictwa, Urbanistyki i Architektury oraz ogólnego planu zagospodarowania przestrzennego miasta Radomia, nagrodzonego nagrodą II stopnia ministra budownictwa i przemysłu materiałów budowlanych w 1965 roku. Osiedle XV-lecia w Radomiu, które zaprojektowane zostało przy jego udziale, jest uznawane za jedno z najwybitniejszych założeń urbanistycznych osiedla mieszkaniowego z lat 60. XX wieku. Wraz z powrotem do zawodu urbanisty Stefan Witkowski podjął pracę naukową. W 1964 roku otrzymał tytuł doktora nauk przyrodniczych po przedłożeniu rozprawy pt. Struktura geograficzna miasta Radomia w katedrze Geografii Ekonomicznej Uniwersytetu Wrocławskiego. Współpracował z Katedrą Geografii Ekonomicznej Uniwersytetu Łódzkiego. W 1968 roku na Uniwersytecie Łódzkim obronił rozprawę habilitacyjną pt. Urządzenia trwale w miastach na przykładzie zespołu miast województwa kieleckiego i otrzymał stopień doktora habilitowanego.

## Działalność naukowa
W okresie II wojny światowej brał udział w organizowaniu tajnych kursów uniwersyteckich podziemnego Uniwersytetu Warszawskiego. Był jednym z inicjatorów powołania w Radomiu wyższej szkoły o profilu ekonomicznym. W 1945 r. wraz ze Stanisławem Piątkowskim, prawdopodobnie przy wsparciu prof. Tadeusza Kotarbińskiego, opublikował memoriał skierowany do Ministerstwa Oświaty w sprawie utworzenia Szkoły Głównej Ekonomicznej w Radomiu. Kiedy udało się powołać od października 1969 roku Kielecko-Radomską Wyższą Szkołę Inżynierską, podjął w niej pracę jako nauczyciel akademicki na stanowisko docenta. W następnych latach pełnił wiele odpowiedzialnych funkcji na tej uczelni, był m.in. kierownikiem Zakładu Planowania i Programowaniu w Instytucje Ekonomiki. Od października 1975 prowadził równocześnie wykłady w Zakładzie Geografii Ekonomicznej i Organizacji Przestrzeni Instytutu Geografii Uniwersytetu Łódzkiego. 

## Działalność społeczna i kulturalna

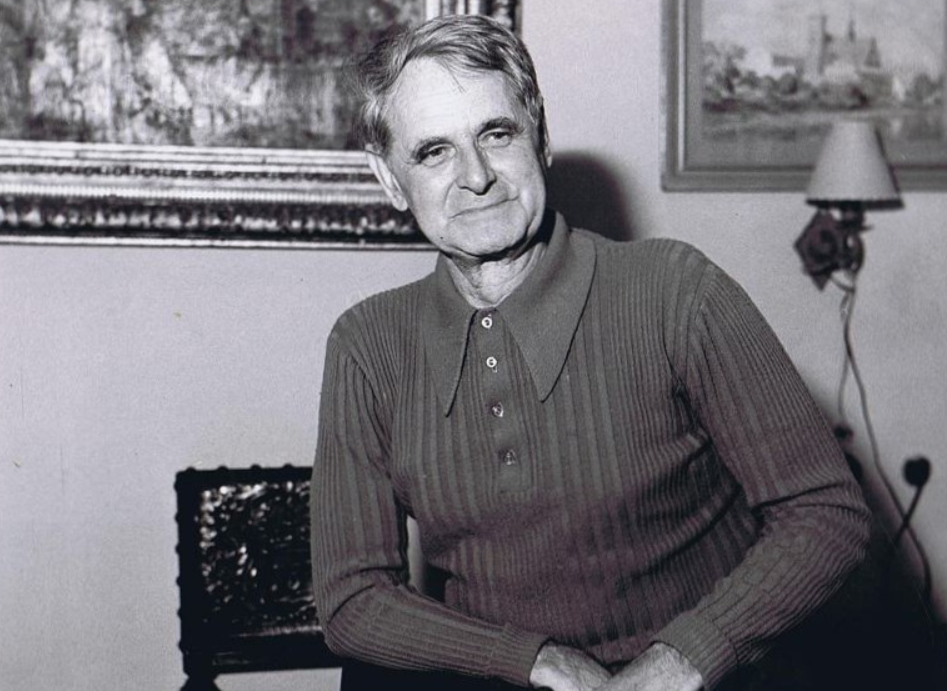
Stefan Witkowski

Stefan Witkowski był znanym i cenionym działaczem społecznym i kulturalnym. Założył Radomskie Towarzystwo Sztuk Pięknych (był jego prezesem w latach 1945–1962), które znane było w Polsce z Ogólnopolskich Salonów Zimowych i wystaw sztuki, zainspirowanych przez niego. Był współzałożycielem Radomskiego Towarzystwa Naukowego i jego pierwszym prezesem w latach 1963–1971. To dzięki niemu powstał stały periodyk „Biuletyn Kwartalny RTN”. Był również redaktorem wielu wydawnictw zwartych Towarzystwa, z monografią Radomia na czele. Działał w wielu innych towarzystwach naukowych. Pracował społecznie w Zarządzie Głównym Towarzystwa Geograficznego jako przewodniczy Komisji Geografii Stosowanej. W maju 1969 roku został powołany na członka korespondenta Komisji Geografii Stosowanej Międzynarodowej Unii Geograficznej w Paryżu. Dorobek naukowy Stefana Witkowskiego obejmuje około 80 publikacji.
W 2019 roku Resursa Obywatelska w Radomiu przygotowała film dokumentalny pt. „Radomskie Portrety: Wspomnienie o Stefanie Witkowskim” z udziałem rodziny i wspólpracowników bohatera filmu.

## Wybrane publikacje
- Rozwój Radomia 1945-1964 / [przewod. kom. red. Stefan Witkowski] ; Radomskie Towarzystwo Naukowe. Radom: Radomskie Towarzystwo Naukowe, 1965.
- Struktura przestrzenna miasta na przykładzie Radomia / Stefan Witkowski. Warszawa: „Arkady”, 1967.
- Radom : dzieje miasta w XIX i XX wieku / red. pracy zbiorowej Stefan Witkowski ; aut. Anna Apanowicz et al.] ; Radomskie Towarzystwo Naukowe. Warszawa: Państ. Wydaw. Naukowe, 1985.

## Odznaczenia
Jako wybitny radomianin otrzymał w 1978 roku nagrodę indywidualną I stopnia im. Jana Kochanowskiego za całokształt pracy społecznej i naukowej. Jego imieniem nazwano jedną z ulic Radomia. Wielokrotnie był laureatem konkursu Radomianin Roku. W 2010 r. z okazji 40-lecia istnienia Wydziału Ekonomicznego ówczesnej Politechniki Radomskiej (obecnie Uniwersytet Technologiczno-Humanistyczny im. Kazimierza Pułaskiego) nadano jednej z sal dydaktycznych imię Stefana Witkowskiego.

## Życie prywatne

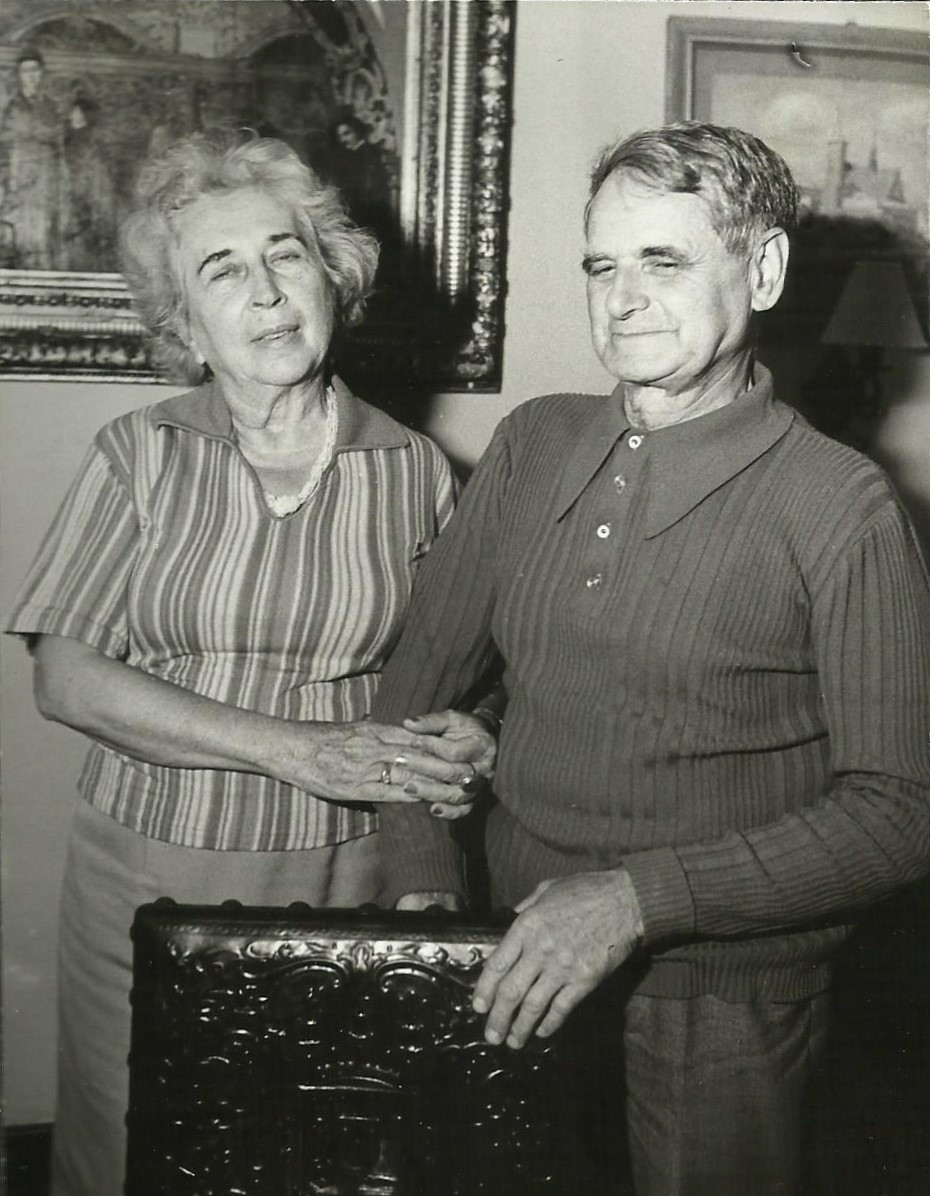
Stefan i Hanna Witkowscy

Stefan Witkowski w 1942 r. ożenił się z Hanną Jasińską (1915–1994), która po wojnie skończyła studia prawnicze na Uniwersytecie Wrocławskim. Była działaczką Ligi Kobiet oraz Koła Radców Prawnych Zrzeszenia Prawników Polskich. Dzieci Stefana Witkowskiego: Marcin Witkowski (1943–2011), Stefan Witkowski (1946–2007), Maria Romanowska (ur. 1947) Małgorzata Gajek (ur. 1956). Prowadził aktywne życie rodzinne, zawodowe i społeczne do śmierci. Pochowany został w rodzinnym grobowcu na cmentarzu rzymskokatolickim w Radomiu przy ul. Limanowskiego.
Księgozbiór oraz pełne archiwum naukowe i rodzinne doc. dr. hab. Stefana Witkowskiego zostało przekazane przez rodzinę do Miejskiej Biblioteki Publicznej w Radomiu, Archiwum Państwowego w Radomiu oraz do Muzeum im. Jacka Malczewskiego w Radomiu. 